# Sülz (Cologne)
Pour les articles homonymes, voir Sulz.
Sülz (ou Sölz) est un quartier de l'arrondissement de Cologne-Lindenthal au sud-ouest de Cologne. Il est bordé au sud-est par les quartiers de Zollstock et Klettenberg, au sud-ouest par la commune voisine de Hürth-Efferen, au nord par la Neustadt-Süd de Cologne et au nord-ouest par le quartier de Lindenthal. Sülz est lié à Klettenberg par un grand nombre d'équipements utilisés en commun, tels que les écoles, les églises et les rues commerçantes. 

## Enseignement
La Gemeinschaftsgrundschule Manderscheider Platz est située à Sülz. Dans la même rue, quelques rues plus près du centre, se trouve la katholische Grundschule Berrenrather Straße et trois rues plus à l'ouest la Grundschule St.
La Japanische Schule Köln e.V. (ケルン日本語補習授業校, Kerun Nihongo Hoshū Jugyō Kō), une école japonaise de week-end, donnait auparavant ses cours à la GGS Manderscheider Platz. Elle commence à donner ses cours à Kalk le 20 août 2009.
Certaines parties de l'université de Cologne sont situées à Sülz. 

## Bâtiments et monuments
L'église Saint-Nicolas, construite de 1903 à 1909 par Franz Statz, fils de l'architecte de la cathédrale Vincenz Statz, et la paroisse catholique située sur la place Saint-Nicolas aménagée par Fritz Encke, sont probablement les plus importantes sur le plan historique. Nikolaus abrite des mosaïques d'inspiration byzantine, comme la mosaïque de l'abside de Johannes Osten (1919), ainsi que des fresques expressionnistes de Peter Hecker datant des années 1960. Le clocher de l'église, haut de 53 m, est une dominante marquante dans le paysage urbain. 